# Carl Steinmetz
Carl Steinmetz (* 16. Juni 1892; † nach 1957) war ein deutscher Kaufmann.

## Werdegang
Steinmetz war Inhaber der Spielwarengroß- und Exporthandlung Daniel Waldmann in Fürth. Unter seiner Führung erzielte das Unternehmen bedeutende Erfolge im Export.
Von 1950 an war er Erster Vorsitzender des Vereins Bayerischer Exportfirmen und von 1951 an Erster Vorsitzender des Gesamtverbandes Deutscher Spielwarenexporteure. Ab 1954 war er  Handelsrichter beim Landgericht Nürnberg-Fürth. Mehrere Jahre war er im Kirchenrat bei der katholischen Pfarrkirche Unsere Liebe Frau in Fürth tätig.

## Ehrungen
- 1957: Verdienstkreuz 1. Klasse der Bundesrepublik Deutschland

## Quelle
- Bundesarchiv B 122/38472

| Personendaten    | Personendaten                 |
| ---------------- | ----------------------------- |
| NAME             | Steinmetz, Carl               |
| KURZBESCHREIBUNG | deutscher Kaufmann und Jurist |
| GEBURTSDATUM     | 16. Juni 1892                 |
| STERBEDATUM      | nach 1957                     |